# Macedo (Buenos Aires)
Macedo es una localidad de la Provincia de Buenos Aires, Argentina, perteneciente al partido de General Madariaga.

## Ubicación
Se encuentra a 29 km al oeste de la ciudad de Villa Gesell, a través de un camino rural que parte de la Ruta Interbalnearia, bordeando el cementerio municipal y el aeropuerto de la ciudad. En la localidad se encuentra la Estación Macedo, en desuso y perteneciente al Ferrocarril General Roca, siendo la Estación Juancho una de las más cercanas.

## Población
Es generalmente una población rural dispersa. El censo nacional del INDEC del año 1960, indica que posee una cantidad de 389 habitantes.